# 1993年米騒動
1993年米騒動（1993ねんこめそうどう）とは、1993年（平成5年）の日本における記録的な冷夏に起因する米不足現象の総称。同年後半から翌1994年前半にわたって米騒動が長期化した。
「大正の米騒動」と呼ばれる1918年米騒動に対して、「平成の米騒動」とも呼ばれる。
1993年の記録的冷夏は、20世紀最大級ともいわれる1991年（平成3年）6月のフィリピン・ピナトゥボ山（ピナツボ山）の噴火が原因で発生したと考えられている。夏の気温は平年より2度から3度以上も下回った。

## 概要
この社会現象は1993年の天候不順による冷害のために、日本で栽培されていたイネの記録的な生育不良から生じたコメの食糧市場の混乱と、これに関連して世界のコメ市場にまで波及した影響を指す。
この現象では消費者はもとより、卸売業者までもが米の確保に奔走し、小売店の店頭から米が消えるといった混乱が発生したが、同時に普段は米を扱わない業者までもが、消費者の関心を集めるために米を仕入れて販売するといったケースも発生した。
翌1994年には、一転して水不足と言われた夏の猛暑により米の作柄が回復したことを受け、米不足は同年後半に収束した。

## 経緯
1993年は、梅雨前線が長期間日本に停滞し、いったんは例年通りに梅雨明け宣言が発表されたものの、気象庁は8月下旬に沖縄県以外の梅雨明け宣言を取り消しするという事態となった。日照不足と長雨による影響で米の作柄が心配されるようになった。結果として、この年の日本全国の作況指数は「著しい不良」の水準となる90を大きく下回る74となった。
作況指数は北海道が40、東北地方全体が56、やませの影響が大きかった太平洋側の青森県が28、岩手県が30、宮城県が37、福島県が61、九州地方も宮崎県以外70台まで下落した。第二次世界大戦後では格段に低い数字となり、下北半島では「収穫が皆無」を示す作況指数0の地域も続出した。なお、全国の作況指数は74、東北地方で最も高かったのが秋田県の83、次いで山形県の79だが、さらに秋田県の南部から山形県にかけての地域に限ってみれば90を越えており、同じ東北地方でも地域ごとに大きな隔たりがあった。
1993年のコメ需要量は1,000万トンあったが、収穫量が783万トンになる事態となり、政府備蓄米の23万トンを総て放出しても需要と供給の差で約200万トン不足し、東北の米農家が自家用の米を購入するほどであった。北東北では翌年の種籾の確保が出来なくなる地域もあった。
高度経済成長期以降、消費者が食味・品質を追求する傾向が強まったため、生産地で冷害に弱くても質の良いブランド米への志向が高まったこと、農家が日本国政府（農林水産省）の減反政策に翻弄されて営農意欲を削がれ、深水管理などの基本技術を励行できなかったことも、被害を拡大させた。
コメの供給不足により、米価は秋口から少しずつ上昇を始めた。細川内閣は9月、タイ王国・中国・アメリカ合衆国から合計259万トンのコメの緊急輸入を行うと発表した。従前の「コメは一粒たりとも入れない」という禁輸方針は脆くも崩れた。
しかし当時は、日本人がいわゆる和食への原点回帰や、食の安全に強い関心を向け始めた時代でもあり、ポストハーベスト農薬への警戒と、消費者の輸入農作物に対する不信感が存在していた。
日本産のジャポニカ米は、根強い人気と市場の品薄感で買い占めと売り惜しみが発生し、米屋の店頭から「米が消える事態」にまで発展した。1994年の年明けには、米屋の前に延々と行列が続く社会現象が発生した。
コンビニエンスストアでも、従来は2kgや5kgパッケージのコメが店の片隅にとりあえず売られていた程度であったものが、同時期には1kgやペットボトル入りなど、従来にない小容量パッケージでレジ前の一等地を占めるほどの目玉商品となった。なお小容量パッケージは後に一部のコンビニエンスストアで定番商品として残っている。
この年に初めて日本の食料自給率（カロリーベース自給率）が40%を下回ったことも危機感をより印象づけた。当時の世界の米の貿易量は1,200万トンであったが、その20%に当たる米を日本が調達したため国際的な価格高騰を招いた。タイ国内でも米価が急騰し、タイ国民が日本の不作の煽りを大きく被るという事態になった（後述）。
この混乱のなかでは、農林水産省や食糧庁の職員が職務を通じて入手した情報を元に、まだ出荷されていなかった日本産米の購入を行おうとしたことが報道され、国民の反感を受けるケースも発生した。

### タイ米と日本のコメ市場の反応
この不作への対応として、政府は各国に米の緊急輸入の要請を打診した。この打診にタイ政府がいち早く応え、日本側から「取りあえず保管している米を輸出してほしい」と要請し、タイ政府は自国の備蓄在庫を一掃する形で日本国政府の要請に応えている。日本国政府は当初、日本人の味覚に合ったアメリカ産米や中国産米を主食用として流通させ、タイ王国のインディカ米は、日本酒・焼酎・みりん・米菓など、加工用原料として輸入することを想定していたが、アメリカ産米や中国産米は輸入量が揃わず、結局主食用にもタイ米を流通させざるを得なくなった。
しかし、大量に輸入したタイ米は、日本人の嗜好や炊飯器を使用した調理に適合せず不人気で、新聞やテレビ（主にワイドショー系の番組）ではタイ米の本来の調理法や、日本米と同様の感覚で食べられるように工夫する調理法が特集されたが、後述のように衛生問題も報道され、売上は伸び悩んだ。また店舗では、日本産のジャポニカ米とタイ米の抱き合わせ販売が行われたが、それでもタイ米だけを廃棄する消費者が後を絶たなかった。加えて、タイ米に寒天を入れるとおいしくなるという噂が立ち、寒天も品薄になった。
その結果、日本国政府は日本米とタイ米のブレンドを推奨し、インディカ米とジャポニカ米とのブレンド米が販売され、苦肉の策で対処した。しかし、一部の国会議員やマスコミ報道で「輸入したタイ米からネズミの屍骸が発見された」、「タイ米の米袋から錆びた釘が発見された」などの事例を取り上げ、タイ米不人気にさらに拍車を掛けた。

### 外食産業への影響
外食産業ではタイ米の調理法などの勉強会が各地で催された。当時、エスニック料理などの東南アジア系料理が日本で流行していたことを受け、あえてインディカ米の持つ特徴を活かし、炒飯やカレーライス、パエリア、チキンライス、バターライスなど、タイ米に注目して使用するレストランや外食産業が増え、日本でも一定の需要を得た。
セブン-イレブンでは、豊富で安価なタイ米を活かして、一般の弁当より低価格なジャンバラヤなどタイ米弁当のメニューを、1993年度内は積極的にラインナップしていた。
CoCo壱番屋は、「大盛りカレーライスを短時間で完食すれば食事代無料」というキャンペーンを創業以来行っていたが、米不足により一時的に取り止めた。
また、濱かつでは、米不足のため苦肉の策としてメニューに取り入れた麦飯が好評を博し、その後も人気メニューとして残っている。

### ヤミ米販売
宮路年雄が「日本人は日本の米を食いたいんじゃ」と、あきたこまちのヤミ米29トンを秋田県南秋田郡大潟村で買い付け、5キロ6,000円以上で買い付けたあきたこまちを半額以下という原価割れの激安価格で売り出し、城南電機西永福店には長蛇の列ができるなど、狂乱的状況が発生した。
マスコミは城南電機によるヤミ米販売を大々的に取り扱い、信光電機（城南電機の法人名で有限会社）は食糧庁から行政指導を受けたが、本件で宮路はテレビ番組出演等が増加した。

### 社会情勢
当時はバブル崩壊・ソ連崩壊直後にあたり、1993年には55年体制が崩壊している。
従来は都市の富を農村にまわすことで農工格差を是正し農村票を得る自由民主党と、都市部の日本社会党という構造があったが、バブル崩壊で都市の富が減って農村にまわす余裕がなくなり、社会主義も衰退して両者ともに変質していった。

## 国内供給回復後
1994年（平成6年）6月に入り、沖縄県産の早場米が出回るようになって徐々に事態は沈静化した。1994年は猛暑と渇水となり、去年の冷夏から一転して全国的に豊作が伝えられ、米騒動は完全に収束した。
これら一連の食騒動は、同じく1993年のナタ・デ・ココブームや、バブル景気の際のボジョレー・ヌーヴォーブームなどと並んで、日本の食料政策や国際的モラルに大きな禍根を残すことになった。
また、それまで作付面積の多かったササニシキが冷害に弱いという欠点が露呈し、障害型冷害に対する耐冷性が「極強」であるひとめぼれやコシヒカリをはじめとする冷害に強い品種への作付転換が進んだ。

### 種籾の緊急増殖
岩手県では、翌年の田植えに使用する種籾の収穫すら危ぶまれる事態となり、二期作が行われている温暖な沖縄県の石垣島で種籾を増殖させ、1994年の岩手での田植えに必要な種籾を確保する、というプロジェクトが行われた。
1993年末、当時の岩手県職員が石垣島で営農指導に当たりながら、同年2月に岩手県奨励品種に指定されたばかりであった耐冷害性の高い「岩手34号」の種籾2トンを石垣島で育苗し、1994年初頭に石垣島で第一期田植えを行った。通常は石垣島の第一期田植えは3月で2ヶ月も早いが、岩手での田植え時期に間に合わせるために前倒しし、同年5月には予想を上回る116トンの種籾を収穫、同月内には岩手県内で田植えが行われた。
「岩手34号」は、公募によりブランド名を「かけはし」と命名され、岩手県と石垣市の交流が始まるきっかけとなったほか、岩手県と沖縄県の交流事業の名称にも「かけはし」が多く用いられている。

### コメ輸入自由化
日本国政府は、関税及び貿易に関する一般協定 (GATT) の「ウルグアイ・ラウンド」で世界各国と外交交渉中であった。従前より日本のコメ農家保護のために、国是として「一粒たりとも輸入させない」とコメの全面輸入禁止を方針としていた。しかしながら米不足により、世界からコメの緊急輸入を受け入れせざるを得なかった。
しかし緊急輸入と調達により、コメの国際取引市場を混乱させたと世界的な批判を受けて、日本国政府は従前の方針を撤回し、コメの輸入を解禁せざるをえなかった。1994年のウルグアイ・ラウンド交渉で、例外なき関税化を拒否したため、最終的にミニマム・アクセス流通として、各国からコメの貿易自由化要求を飲まざるを得なくなった。この解禁で2001年（平成13年）には、全体の7.2%が世界からの輸入となるまでになった。
戦後の食料不足の教訓から作られた食糧管理法を廃止の上で、大幅に見直し（主要食糧の需給及び価格の安定に関する法律・食糧法）、従前の農林水産省主導による農業統制から、ある程度耕作の自由が与えられるようになった。
また日本国政府は、不作対策として政府備蓄米の増量を決定している。2003年（平成15年）の冷夏による不作の際は、米価の10%から20%程度の上昇で抑えることができたが、世界から輸入され続けた輸入米が日本で異常に余剰し、食用米としては一般市場には外国産米と銘打って流通されず、加工米や安価販売用のブレンド米、海外災害救援物資として一部利用されるのみであった。この問題が産地偽装米問題としてクローズアップされることもあり、また精米業者によっては日本米とアメリカ・オーストラリア米のブレンド米でありながら「国産ブランド米100%」として販売するという問題も発生した。
日本国政府はコメの関税化を拒否し、1995年（平成7年）からミニマム・アクセス米（MA米）を日本のコメ消費量の4%（42.6万トン）を国家貿易で世界から輸入し、以後1年おきに0.8%ずつ段階的に輸入枠の拡大をし、最終的なMA米の輸入量は、2000年には8％（85.2万トン）まで予定されていたが、MA米実施期間中の1999年（平成11年）4月1日に政策転換して「コメの関税化」に切り替えることになった。そのため日本は、コメの輸入解禁に加え、更に76.7万トンの輸入無税枠の上乗せという、不利な貿易条件を受け入れざるを得なくなった。
ウルグアイ・ラウンド実施期間の最終年であり、世界貿易機関農業貿易交渉の開始年である2000年の水準で、日本のMA米の輸入量7.2%（76.7万トン）の無税枠がそのまま維持され、2019年には環太平洋パートナーシップ協定（CPTPP）の発効により、オーストラリア産の非関税米をMA米とは別に6,000トン受け入れることになった。
コメの輸入関税は、1999年に351円17銭/kg、2000年以降は341円/kgとなって価格が維持されている。関税化により、国家貿易であるMA米の枠外でも、1999年（平成11年）以降は関税を支払えば、誰でもコメの輸入が可能になった。
なお当初、精米の関税を778%と報道されたが、この数字は農林水産省が2001年頃のコメの国際価格に基づき税率に換算したものであり、政策研究大学院大学の川崎研一教授の試算によれば2025年現在の実行関税率は204.3%としている。

## 扱った作品
- コミックス『美味しんぼ』（原作：雁屋哲、作画：花咲アキラ）単行本49巻収録「タイ米の味」 ※4話構成
- コミックス『こちら葛飾区亀有公園前派出所』（秋本治）単行本89巻収録「1994年米騒動!の巻」 ※1994年4月初出
- コミックス『大使閣下の料理人』（原作：西村ミツル、作画：かわすみひろし）単行本10巻収録 ※7話構成 - タイ米が日本で大量に放棄されたことに怒ったタイ人が反日感情を持つようになり、日本製品のボイコットが起き、農村出身のタイの首相が反日になったというエピソードが収録されている。
- コミックス『ゴーマニズム宣言』（小林よしのり）単行本5巻第九十六章 - タイ米を粗末に扱う日本人への批判に対し「日本料理に合う米は日本米であり、食料の選択が出来る現代においては、我慢してタイ米を食べる必要は無い。日本米は今後高級食材になるだろうが、ワシは日本米を食べ続ける。貧乏人はタイ米を食え。」と主張している。
- ゲーム盤『人生ゲーム』シリーズ 「平成版IV」 - イベントの一つとして当該事件を反映。プレイヤーが「コメ」を所持しなければ一回休みというルールが取られている。また「緊急輸入」というマスがあったり、「ヤミ米屋」という職業もある。
- 楽曲「パニック!!」（歌：BOOGIE MAN） - 1994年12月16日発売のアルバム『ブギー・マン』収録[16][17]。